# Gitea
Gitea es un paquete de software de código abierto para alojar el control de versiones de desarrollo de software utilizando Git, así como otras funciones de colaboración como el seguimiento de errores y los wikis. Soporta el auto-alojamiento en un servidor local o un proveedor de alojamiento, pero también proporciona un servicio gratuito llamado Gitea.com, el cual es un servicio parecido al de GitHub, pero con menos funciones. Es una bifurcación de Gogs y está escrito en Go. Gitea se puede alojar en todas las plataformas soportadas por Go, incluyendo Linux, macOS y Windows. El proyecto obtiene su financiación en Open Collective.

## Historia
Gitea fue creado por un grupo de usuarios y colaboradores del servicio Git Gogs autogestionado. Aunque Gogs era un proyecto de código abierto, su repositorio estaba bajo el control exclusivo de un único mantenedor, lo que limitaba la cantidad de información y la velocidad con la que la comunidad podía influir en el desarrollo. Frustrados por esto, los desarrolladores de Gitea comenzaron a desarrollar Gitea como una bifurcación de Gogs en noviembre de 2016 y establecieron un modelo comunitario para su desarrollo. Tuvo su lanzamiento oficial 1.0 el mes siguiente, diciembre de 2016.

### 2022
En octubre de 2022, Lunny Xiao constituyó Gitea Limited. La empresa ofrece servicios de pago. El modelo de propiedad comercial, en contraposición al modelo de propiedad comunitario/sin ánimo de lucro, recibió cierta resistencia y dio lugar a Forgejo, fork de Gitea. Una de las principales forjas de Gitea, Codeberg, tampoco estaba satisfecha con el nuevo modelo y se pasó a Forgejo.